# زمران الشرقية
زمران  هي بلدة مغربية تقع شمال مدينة مراكش وتبعد عنها بحوالي 50 كلم. المدينة تنتمي لإقليم قلعة السراغنة وتضم 27.415 نسمة (إحصاء 2004).